# Forty Maunsella

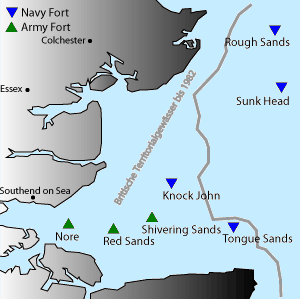
Rozmieszczenie 7 fortów Maunsella u wschodniego wybrzeża Anglii

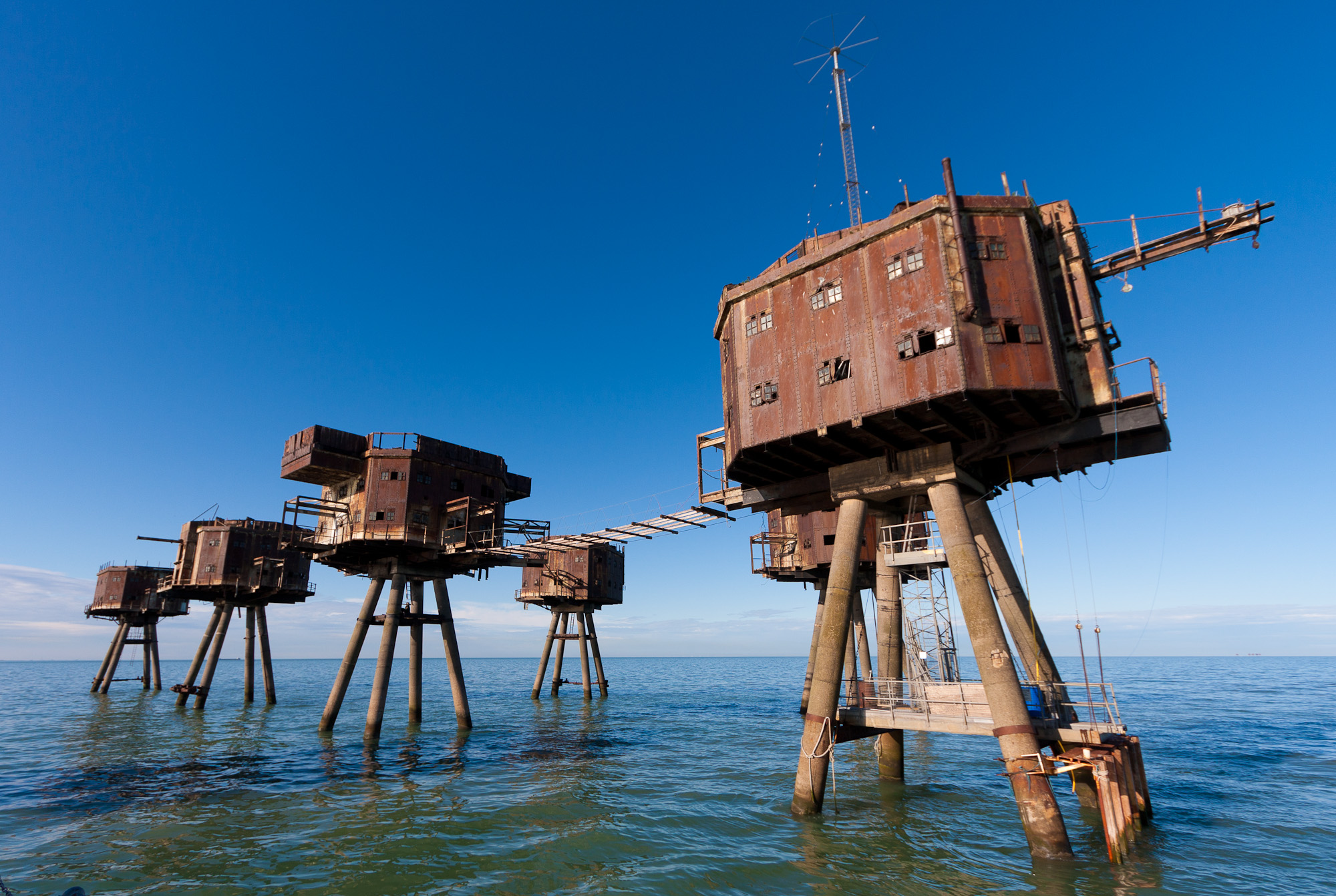
Forty wojsk lądowych (Red Sands)

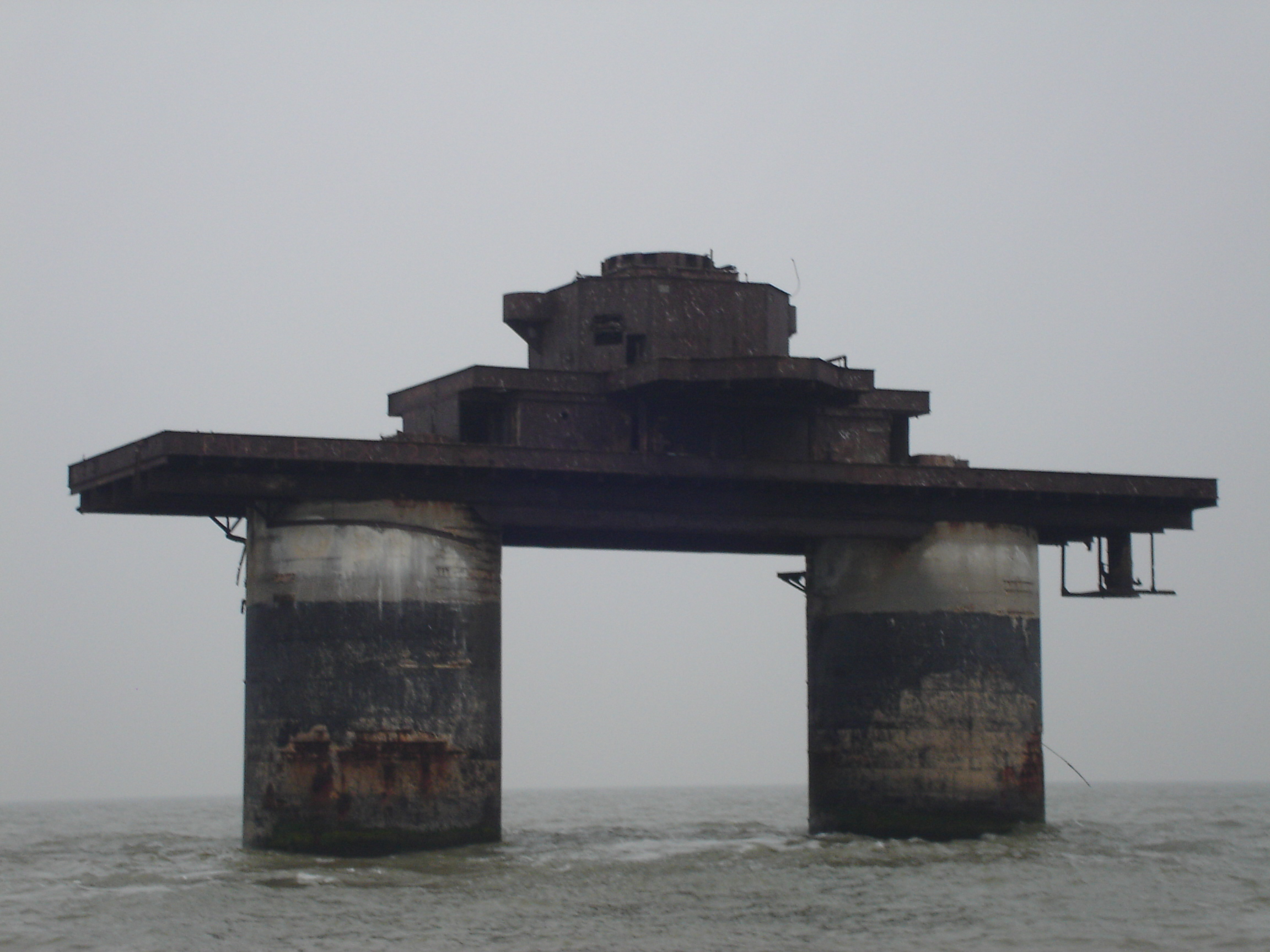
Fort marynarki (Knock John)

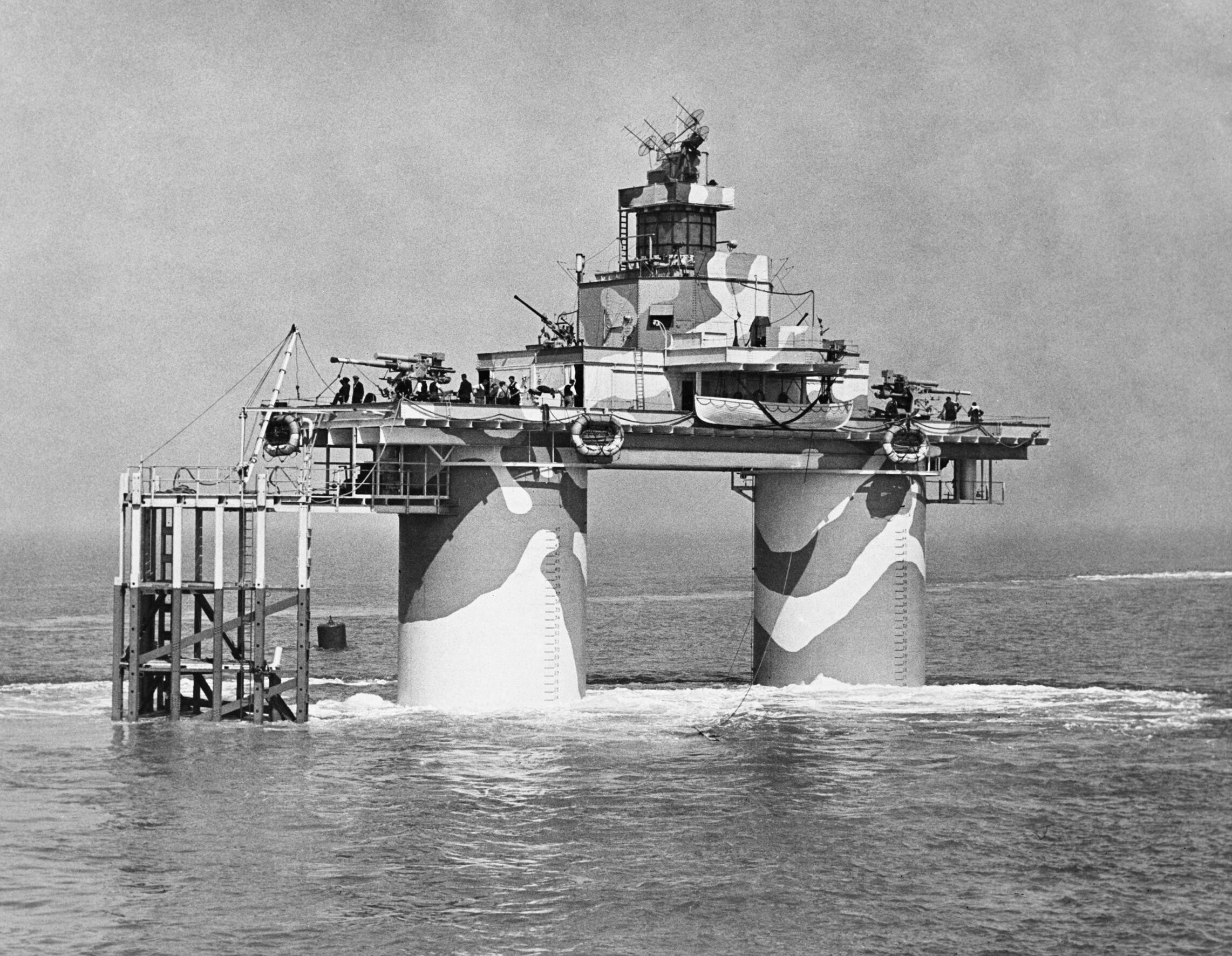
Fort w czasach służby

Forty Maunsella – nazwa stosowana na określenie opancerzonych wież zlokalizowanych przy ujściach rzek: Tamizy i Medway u wybrzeża Wielkiej Brytanii, zbudowanych podczas II wojny światowej. Były one obsadzone przez wojska lądowe i marynarkę, a nazwę wzięły od ich projektanta, Guya Maunsella. W czynnej służbie pozostawały do końca lat 50. Po tym, jak załogi wojskowe je opuściły, stały się m.in. w latach 60. siedzibami pirackich rozgłośni radiowych oraz nieuznawanego księstwa Sealand.

## Forty Royal Navy
Forty Maunsella wykorzystywane były przez królewską marynarkę wojenną do obrony ujścia Tamizy przed nalotami Luftwaffe, jak również do obrony przed próbami zaminowania ujścia rzeki przez Niemców. W ich skład wchodziły 4 forty:
- Rough Sands (HM Fort Roughs) (U1)
- Sunk Head (U2)
- Tongue Sands (U3)
- Knock John (U4)

Są to budowle o konstrukcji żelbetowej, składające się z betonowego pontonu, na którym oparte były dwie cylindryczne kolumny z platformami, na których zamontowano karabiny i 40 mm działka przeciwlotnicze Boforsa oraz ciężkie działa przeciwlotnicze 94 mm. Pontony osadzono na piaszczystym dnie w 1942. Zapewniały one miejsce dla ok. 100 żołnierzy obsługi, a pojemność ich magazynów pozwalała na 5-tygodniową autonomiczność. Obecnie służą jako punkty orientacyjne dla żeglugi.

## Forty obrony przeciwlotniczej
Inżynier Guy Maunsell zaprojektował też większe forty konstrukcji stalowej, stanowi je 7 platform obrony przeciwlotniczej wyposażonych w karabiny i 40 mm działka Bofors, a także w działa przeciwlotnicze 94 mm.
Forty na rzece Mersey
- Queens AA Towers
- Formby AA Towers
- Burbo AA Towers

Forty u ujścia Tamizy
- Nore (U5)
- Red Sands (U6)
- Shivering Sands (U7)

Na każdym z powyższych zainstalowano cztery karabiny przeciwlotnicze i dwa działka. W czasie wojny forty Tamizy zestrzeliły 22 samoloty i ok. 30 latających bomb.
W skład systemu fortów wchodziło też wiele innych fortów. Niektóre zostały wysadzone, zniszczone w wyniku kolizji ze statkiem lub zawaliły się wskutek sztormu. Większość opuszczona niszczeje do dziś.

## Pirackie stacje radiowe
Kilka z fortów w połowie lat 60. stało się siedzibami pirackich rozgłośni radiowych. W 1964 powstało tu Radio Sutch, które wkrótce zmieniło nazwę na Radio City. Innymi stacjami były Radio Invicta (przemianowane na KING Radio, a następnie na Radio 390) oraz Radio Tower.

## Sealand
W 1964 Paddy Roy Bates zamieszkał w forcie Roughs Tower, zakładając nielegalne Radio Essex, przemianowane następnie na BBMS – Britain’s Better Music Station. Zyskał on rozgłos po tym, jak ogłosił fort suwerennym Księstwem Sealand, w 1975 ustanowił konstytucję, opracował flagę, herb i hymn. Księstwo od 1972 posiadało własną jednostkę monetarną – dolar sealandzki, które Roy Bates zamówił w mennicy, a także znaczki pocztowe. Premierem rządu został niemiecki prawnik Alexander Achenbach.